# Distrito de San Bartolo
El distrito de San Bartolo es uno de los cuarenta y tres distritos que conforman la provincia de Lima, ubicada en el departamento homónimo, en el Perú. Limita al norte, con el distrito de Punta Negra; al este, con el distrito de Santo Domingo de los Olleros, provincia de Huarochirí; al sur, con el distrito de Chilca, provincia de Cañete, y el distrito de Santa María del Mar; y al oeste, con el océano Pacífico.
Se localiza a la altura del kilómetro 51 de la Ruta 001S (Panamericana Sur), del Departamento de Lima. 

## Historia
El distrito fue creado mediante Ley N.º 10582 del 5 de mayo de 1946, en el gobierno de José Luis Bustamante y Rivero.

## Autoridades

### Municipales
| Cargo    | Autoridad electa             | Partido político | Partido político |
| -------- | ---------------------------- | ---------------- | ---------------- |
| Alcalde  | August Carbajal Schumacher   |                  | Avanza País      |
| Regidor  | Antonio Carrillo Rivera      |                  | Avanza País      |
| Regidor  | Neiser Silva Huamán          |                  | Avanza País      |
| Regidora | Judith Villalobos Villalobos |                  | Avanza País      |
| Regidor  | César Ayala Rosales          |                  | Avanza País      |
| Regidor  | Delmy Montoya Durand         |                  | Podemos Perú     |

## Festividades
El pueblo celebra la festividad de la Inmaculada Concepción (8 de diciembre), la fiesta de San Pedro y San Pablo el 29 de junio, donde los pescadores pasean la estatua de San Pedro por la ensenada de la playa sur, y la festividad en honor a Santa Rosa (29 y 30 de agosto).

## Dama de Curayacu
En el Museo de Louvre se exhibió la Virgen o Dama de Curayacu, como parte de una exposición precolombina, siendo la única pieza histórica peruana en el renombrado museo. En el año 2013, el maestro ceramista Fernández - quien fuera reconocido por su calidad y obra artística en España- desarrolla una réplica basándose en la original, gracias al proyecto de la gestora cultural Josefa Tavolara G. y el regidor de Turismo y Seguridad Ciudadana, August Carbajal S.
Logrando que el distrito pueda finalmente contar con la presencia de la Dama de Curayacu, réplica que se encuentra desde mayo del 2014 a la fecha en el Palacio Municipal permitiendo ser visitada por quien desee de forma totalmente gratuita conociendo un poco de dicha estatua de rasgos chavinoides que fuera hallada incompleta por el destacado Profesor Federico Engel hace más de 50 años atrás, estatua que es testigo silente de todo lo que acontece en el distrito. 
Esta réplica permite reconocerla localmente como parte del legado arqueológico e histórico de San Bartolo y de los balnearios de Lima Sur donde alguna vez hubo presencia de diversas expansiones y desarrollos culturales anteriores a la era cristiana. La presencia de la Réplica de la Dama de Curayacu ha permitiendo consolidar la identidad y arraigo distrital tal como fueran los ejes de dicho proyecto y permiten desarrollar la curiosidad e investigación en vecinos y visitantes queriendo conocer más de San Bartolo.
Una vez que se logre contar con el ansiado Museo de Sitio se podrá traer y albergar a la imagen original tomando en consideración las debidas medidas de seguridad y preservación para disfrute y conocimiento de las siguientes generaciones.[cita requerida]

## Atractivos turísticos
San Bartolo es un balneario muy extenso al sur de la capital peruana. La zona cuenta con diversas casas de la época del expresidente Odría que no sólo se utilizan en temporada veraniega, sino que sirven de morada permanente para muchos de sus pobladores.
Tras la crisis poblacional de los 80 en el norte de Lima, donde están los exclusivos balnearios de Ancón y Santa Rosa, varias familias acomodadas decidieron buscar un mejor lugar para sus casas de playas y su establecimiento en verano. Y por eso escogieron los balnearios de la zona sur, debido a que era una zona amplia, con mejor tiempo, calidad de aire y también con tierra fértil.
Este balneario tiene buenas olas para el surf y un atractivo turístico, el bufadero que es una cueva dentro del cerro por donde ingresan las olas marinas y crean una presión saliendo el agua en forma gaseosa por una rajadura en las rocas hacia lo alto del cielo, con un silbido singular.
Entre los clubes sociales peruanos del distrito destaca el Club de Golf Cruz de Hueso, Club Náutico y el Club Playa Curayacu - ACENESPAR (Guardia Civil).
El autódromo La Chutana, el crecimiento de la ciudad, el club de golf, el aeropuerto de Ultraligeros, el área para motocross, los paseos en tubulares, la pesca submarina y artesanal, el movimiento nocturno en temporada hacen de este lugar un sitio exquisito para el descanso, la diversión el placer, rodeado de restaurantes para los paladares más exigentes.